# NK Šarengrad
NK Šarengrad je nogometni klub iz Šarengrada.

## Povijest
Nogometni klub Šarengrad osnovan je 1956., ali se kao godina osnutka uzima 1962., koja i stoji na službenom grbu kluba, jer se tada službeno počeo natjecati. Nakon ispada na utakmici Prvenstva nogometnog saveza općine Vukovar u Šarengradu, 9. listopada 1979. godine protiv RNK Sloga Vukovar, kada je u 65. minuti gledatelj napao igrača Sloge pokrenuti su postupci protiv kluba, što je u dovelo do rasformiranja NK Šarengrad. Nije poznato je li klub postojao do Domovinskog rata.
U Republici Hrvatskoj, NK Šarengrad registriran je 1998. godine, nakon mirne reintegracije hrvatskog Podunavlja.
Trenutačno se natječe u 2. ŽNL Vukovarsko-srijemskoj nogometnog središta Vukovar, koju je u sezoni 2014./15. klub osvojio, ali je ipak odlučeno da ne idu u viši razred.